# Rhêgion

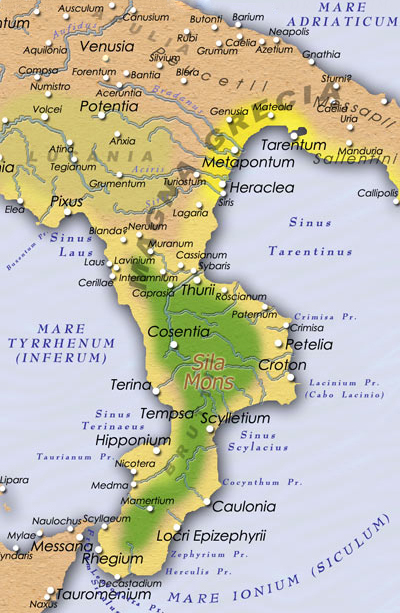
Rhêgion ou Rhegium, à l'extrémité du Bruttium

Rhêgion (Rhegium en latin) est une colonie grecque d’Italie fondée vers 723 av. J.-C. par des Zancléens secondés des Chalcidiens menés par Antimnestos, accompagnés de Messéniens du Péloponnèse sous la conduite d'Alcidamidas. C'est aujourd’hui Reggio de Calabre.
Cette fondation jouit d'une position stratégique face au détroit de Messine et complète ainsi Zancle fondée quelques années auparavant. Elle est soumise par Denys l'Ancien, tyran de Syracuse de 388 à 351 av. J.-C., puis par les Romains en 270 av. J.-C.

## La légende de fondation
Apollon avait exigé, à la suite d'une famine, une véritable dîme humaine : un habitant de la cité-mère (Chalcis) sur dix lui avait été consacré à Delphes par une procédure de décimation (δεϰάτη) et il avait envoyé ensuite ces hommes qui lui appartenaient fonder la cité qui sera Rhêgion. D'autres colonisateurs, en particulier des Messéniens, s'étaient joints à eux. Apollon était le principal des dieux de la cité et sa tête figurait sur son monnayage.
Cette légende de la fondation de Rhêgion est écrite par Diodore de Sicile, au livre VIII de son Histoire universelle, la Bibliothèque Historique :
"Les Chalcidiens dont un dixième avait été consacré à la divinité, se rendirent à Delphes pour interroger l'oracle au sujet d'une colonisation ; la Pythie répondit: - 'Là où Apsia, le plus sacré des fleuves, se jette dans la mer, là où, en remontant son cours, on voit la femelle s'unissant au mâle, en ce point, fonde une ville, et le dieu te donnera la terre d'Ausonie.' Les Chalcidiens trouvèrent sur les rives du fleuve Apsia une vigne embrassant un figuier sauvage, mâle et femelle à la fois, selon l'oracle, et fondèrent une cité".

## Liste des tyrans de Rhêgion
- Vers 625 av. J.-C. : Anaxilas Ier.
- 494-476 av. J.-C. : Anaxilas II († 476 av. J.-C.).